# Calamotropha anticella
Calamotropha anticella là một loài bướm đêm trong họ Crambidae.